# Prithvi mudra

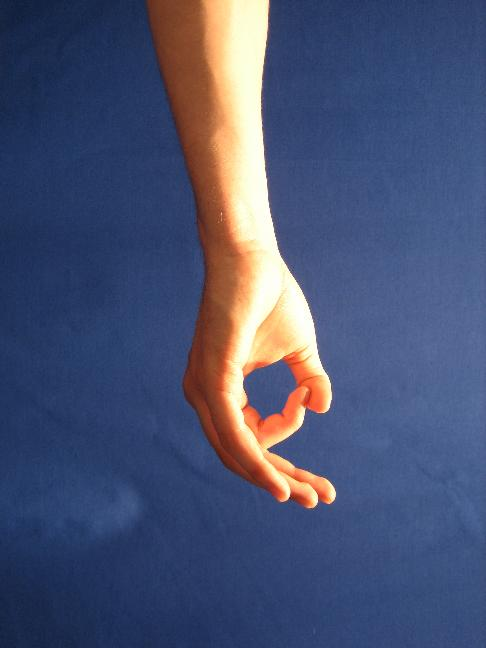
Prithvi mudra

Prithvi mudra, ook wel aardegebaar, is een mudra in hatha yoga. Een mudra (Sanskriet voor zegel of gebaar) is een term die teruggaat op de klassieke teksten van de veda's en betekent in dit geval dat de hand in een bepaalde stand wordt gehouden waardoor er prana op een bepaalde manier door geleid wordt. Mudra's worden voornamelijk beoefend tijdens het mediteren.
Prithvi mudra wordt op dezelfde manier gemaakt, als de jnana mudra, door de wijsvinger tegen het midden van de duim aan te zetten en de andere drie vingers rechtuit te laten staan. Het verschil is dat de drie vingers naar beneden gericht worden. De drie vingers liggen vaak over de knieën en zijn eventueel gespreid. Aan de vingers wordt een verschillende betekenis toegeschreven. De duim staat voor de goddelijke energie. Het is het symbool voor wilskracht dat niet geconditioneerd is door karma. De wijsvinger wordt in verband gebracht met Jupiter en staat symbool voor het ego en expansie. De energieën zouden worden beheerst door onbewuste patronen. Deze mudra zou stabiliteit geven.